# Dinastia Zand

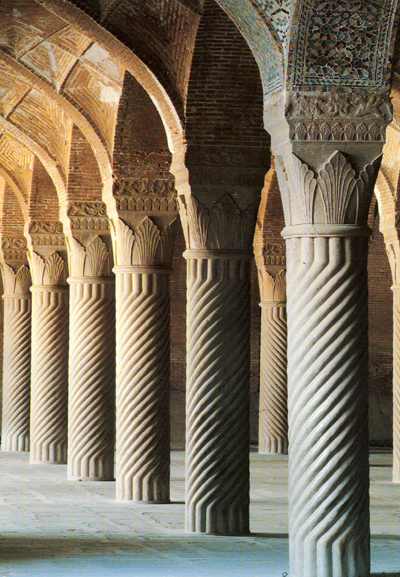
Moschea Vakil, Shiraz.

La dinastia Zand regnò sull'Iran centrale e meridionale nella seconda metà del XVIII secolo.
Capostipite della dinastia fu Karim Khan, capo della tribù Zand e generale di Nadir Shah. Dopo l'assassinio di quest'ultimo, si scatenò una dura lotta per il potere, dalla quale Karim Khan e Alimardan Khan Bakhtiari riuscirono ad ottenere il controllo delle province centrali e meridionali del regno. Come già fece Nadir Shah, i due misero sul trono un re-fantoccio, Ismail III, erede legittimo della dinastia safavide. Nel 1760 Karim Khan decise di sbarazzarsi del suo socio e del finto scià e si proclamò vakil (reggente), rifiutando il titolo di scià. 
Karim Khan risollevò l'Iran dopo i decenni di guerre e devastazioni, fece della sua capitale Shiraz un centro culturale ed economico e cercò di ripristinare la politica commerciale dei Safavidi. A questo scopo mosse guerra contro Azad Khan, conquistando l'Azerbaigian, e contro gli Ottomani ai quali strappò Bassora, che monopolizzava il commercio con l'India. Lasciò Shahrokh, nipote di Nadir Shah, al governo del Khorasan ma non risparmiò il suo arcinemico Muhammad Hassan Khan Qajar, che fu sconfitto mentre i figli Agha Muhammad Khan e Hosseingholi Khan furono portati a Shiraz come ostaggi.
Per favorire lo sviluppo del commercio, Karim Khan consentì alla Compagnia Britannica delle Indie Orientali di istituire una base commerciale a Bushir, porto sul Golfo Persico, aprendo così il Paese all'influenza straniera. Shiraz fu abbellita con diverse costruzioni, come fortezze, bazar, moschee e giardini.
Alla morte di Karim Khan (1779) seguirono dispute e lotte per la successione. Diversi sovrani si susseguirono rapidamente, finché Lotf Ali Khan, proclamatosi re nel 1789, fu sconfitto, catturato e ucciso dai Qajar nel 1794, mettendo fine alla dinastia Zand.
L'epoca Zand fu un periodo di relativa pace e prosperità per l'Iran, che tornò ad essere territorialmente unito e coeso. L'arte rifiorì e assunse tratti caratteristici che influenzarono anche gli artisti del periodo Qajar. L'attenzione verso il sentimento popolare, rappresentato bene dal rifiuto di Karim Khan del titolo di re, guadagnò alla dinastia l'affetto degli iraniani, tanto che i nomi di questi sovrani sono gli unici a non essere stati rimossi dai luoghi pubblici dopo la Rivoluzione del 1979.

## Lista dei sovrani Zand
- Karim Khan, 1750–1779
- Muhammad Ali Khan, 1779
- Abol Fath Khan, 1779
- Sadiq Khan Zand, 1779–1782
- Ali Murad Khan, 1782–1785
- Jafar Khan, 1785–1789
- Sayed Murad Khan, 1789
- Lotf Ali Khan, 1789–1794